# Sant Esteve Sesrovires
Sant Esteve Sesrovires är en kommun i Spanien.   Den ligger i provinsen Província de Barcelona och regionen Katalonien, i den östra delen av landet, 500 km öster om huvudstaden Madrid. Antalet invånare är 7 510. Arean är 18,6 kvadratkilometer. Sant Esteve Sesrovires gränsar till Abrera, Martorell, Castellví de Rosanes, Gelida, Sant Llorenç d'Hortons, Masquefa och Els Hostalets de Pierola. 
Terrängen i Sant Esteve Sesrovires är lite kuperad.